# Plattsburg
Plattsburg é uma cidade localizada no estado americano de Missouri, no Condado de Clinton.

## Demografia
Segundo o censo americano de 2000, a sua população era de 2354 habitantes.
Em 2006, foi estimada uma população de 2403, um aumento de 49 (2.1%).

## Geografia
De acordo com o United States Census Bureau tem uma área de
9,3 km², dos quais 9,2 km² cobertos por terra e 0,1 km² cobertos por água. Plattsburg localiza-se a aproximadamente 292 m acima do nível do mar.

## Localidades na vizinhança
O diagrama seguinte representa as localidades num raio de 16 km ao redor de Plattsburg.